# Volta aos Vales Mineiros
A Volta aos Vales Mineiros (em espanhol Vuelta a los Valles Mineros) foi uma competição ciclista profissional por etapas que se disputava nas Principado das Astúrias. A sua primeira edição disputou-se no ano de 1969 e depois de diversos problemas económicos a sua última edição foi no ano de 1997. Entre os seus vencedores destacam os ganhadores do Tour de France: Lucien Van Impe, Pedro Delgado e Miguel Indurain. Os ciclistas com mais vitórias, com duas a cada um deles são, Vicente López Carril, José Nazabal, Alberto Fernández e Fernando Escartín.

## Palmarés
| Ano  | Vencedor                 | Segundo                  | Terceiro            |
| ---- | ------------------------ | ------------------------ | ------------------- |
| 1965 | Joaquín Galera           | Agustín Tamames          | Luis Ocaña          |
| 1966 | Mariano Díaz             | Manuel Martín Piñera     | Esteban Martín      |
| 1967 | Ginés García Perán       | Luis Pedro Santamarina   | Valentín Uriona     |
| 1968 | Eduardo Castelló         | Domingo Fernández        | Manuel Galera       |
| 1969 | Santiago Lazcano         | Vicente López Carril     | José Luis Abilleira |
| 1970 | Ventura Díaz             | Miguel María Lasa        | José Manuel Fuente  |
| 1971 | Vicente López Carril     | Agustín Tamames          | Eduardo Castelló    |
| 1972 | Luis Pedro Santamarina   | Enrique Sahagún          | Andrés Oliva        |
| 1973 | Vicente López Carril     | Dámaso Torres            | José Luis Abilleira |
| 1974 | José Grande              | José Casas               | Ventura Díaz        |
| 1975 | José Martins             | Agustín Tamames          | Luis Ocaña          |
| 1976 | José Luis Uribezubia     | Luis Balagué             | José Casas          |
| 1977 | José Nazábal             | Fernando Mendes          | Jorge Fortià        |
| 1978 | José Nazábal             | Alberto Fernández Blanco | José Enrique Cume   |
| 1979 | Ángel Arroyo             | Sebastián Poço           | Julián Andiano      |
| 1980 | Alberto Fernández Blanco | José Luis Laguía         | Antonio Gonzales    |
| 1981 | Alberto Fernández Blanco | Jorge Fortià             | Antonio Coll        |
| 1982 | Luis Vicente Otin        | Ismael Lejarreta         | Ángel Arroyo        |
| 1983 | Felipe Yáñez             | Ángel Arroyo             | Reimund Dietzen     |
| 1984 | Julián Gorospe           | Iñaki Gastón             | Jesús Blanco Villar |
| 1985 | José Ángel Sarrapio      | Francisco Caro           | Peter Hilse         |
| 1986 | Lucien Van Impe          | Juan Tomás Martínez      | Felipe Yáñez        |
| 1987 | Miguel Indurain          | Roberto Torres           | Roque da Cruz       |
| 1988 | Federico Echave          | Manuel Cunha             | Roque de la Cruz    |
| 1989 | Laudelino Cubino         | Javier Murguialday       | Federico Echave     |
| 1990 | Jesús Montoya            | Federico Echave          | Fabian Fuchs        |
| 1991 | Gert-Jan Theunisse       | Ronan Pensec             | Federico Echave     |
| 1992 | Alberto Camargo          | William Palacio          | Acácio da Silva     |
| 1993 | Fabio Hernán Rodríguez   | Robert Miller            | Bo Hamburger        |
| 1994 | Massimo Ghirotto         | Francesco Casagrande     | Michele Bartoli     |
| 1995 | Fernando Escartín        | Federico Echave          | Miguel Indurain     |
| 1996 | não se disputou          |                          |                     |
| 1997 | José Manuel Uría         | David Cañada             | Marino Alonso       |

## Palmarés por países
| País          | Vitórias |
| ------------- | -------- |
| Espanha       | 28       |
| Colômbia      | 2        |
| Bélgica       | 1        |
| Países Baixos | 1        |
| Itália        | 1        |